# Crassispira brujae
Crassispira brujae é uma espécie de gastrópode do gênero Crassispira, pertencente à família Pseudomelatomidae.